# Macrozamia elegans
Macrozamia elegans är en kärlväxtart som beskrevs av Kenneth D. Hill och David Lloyd Jones. Macrozamia elegans ingår i släktet Macrozamia och familjen Zamiaceae. IUCN kategoriserar arten globalt som starkt hotad. Inga underarter finns listade i Catalogue of Life.